# Fontihoyuelo
Fontihoyuelo ist ein nordspanisches Dorf und Hauptort einer Gemeinde (municipio) mit 31 Einwohnern (Stand: 2024) in der Provinz Valladolid in der Autonomen Gemeinschaft Kastilien-León. 

## Lage und Klima
Fontihoyuelo liegt in der Region Tierra de Campos auf der kastilischen Hochebene in einer Höhe von ca. 800 m. Die Provinzhauptstadt Valladolid befindet sich mit ihrem Stadtzentrum etwa 65 Kilometer (Fahrtstrecke) südsüdöstlich. 
Das Klima im Winter ist durchaus kalt, im Sommer dagegen warm bis heiß; die eher spärlichen Regenfälle (ca. 555 mm/Jahr) fallen überwiegend im Winterhalbjahr.

## Bevölkerungsentwicklung
| Jahr      | 1970 | 1981 | 1991 | 2001 | 2011 | 2021 |
| Einwohner | 169  | 86   | 55   | 40   | 37   | 36   |

## Sehenswürdigkeiten
- Salvatorkirche (Iglesia de San Salvador)
- Ruine der Johanniskirche

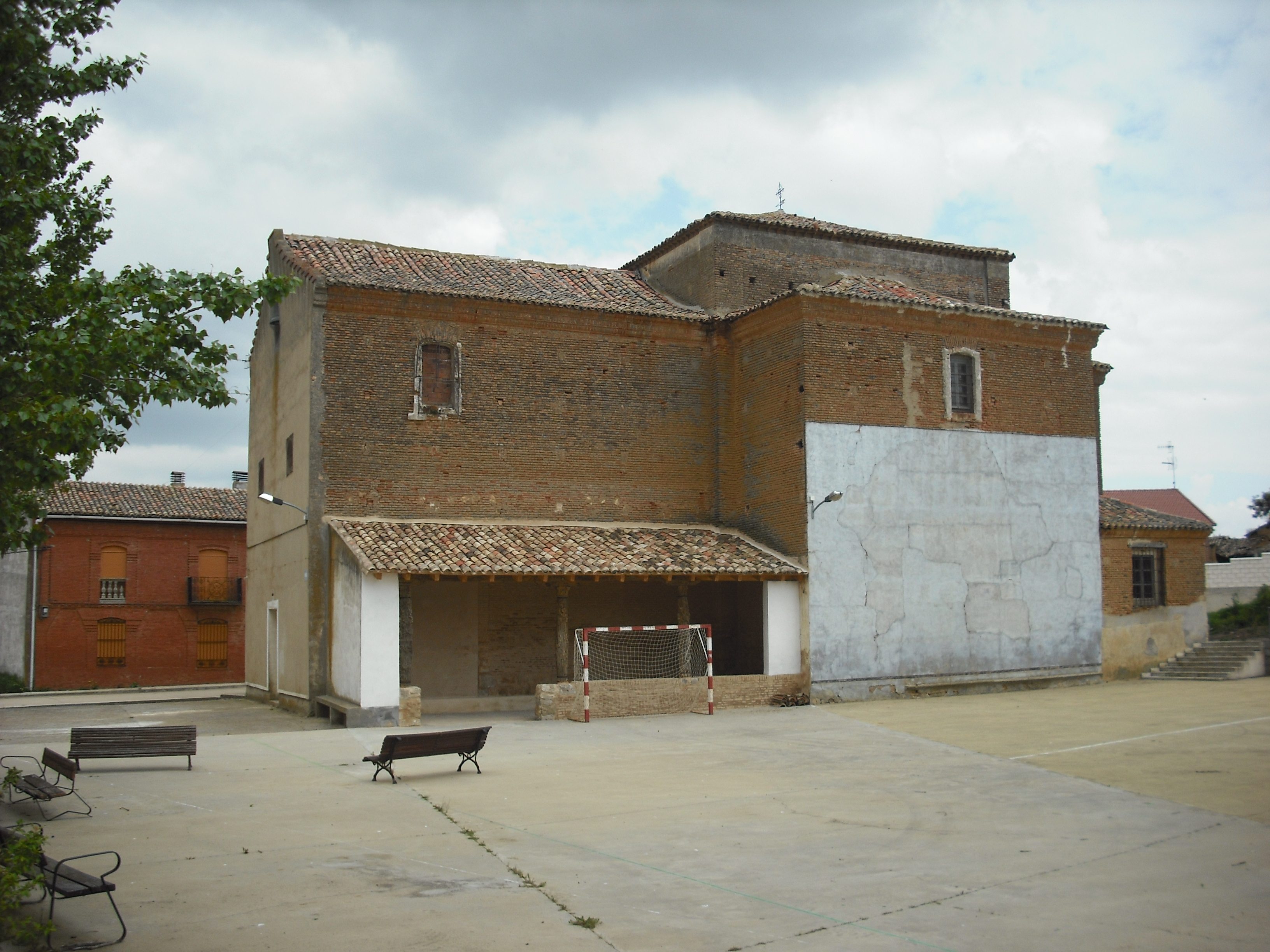
Salvatorkirche
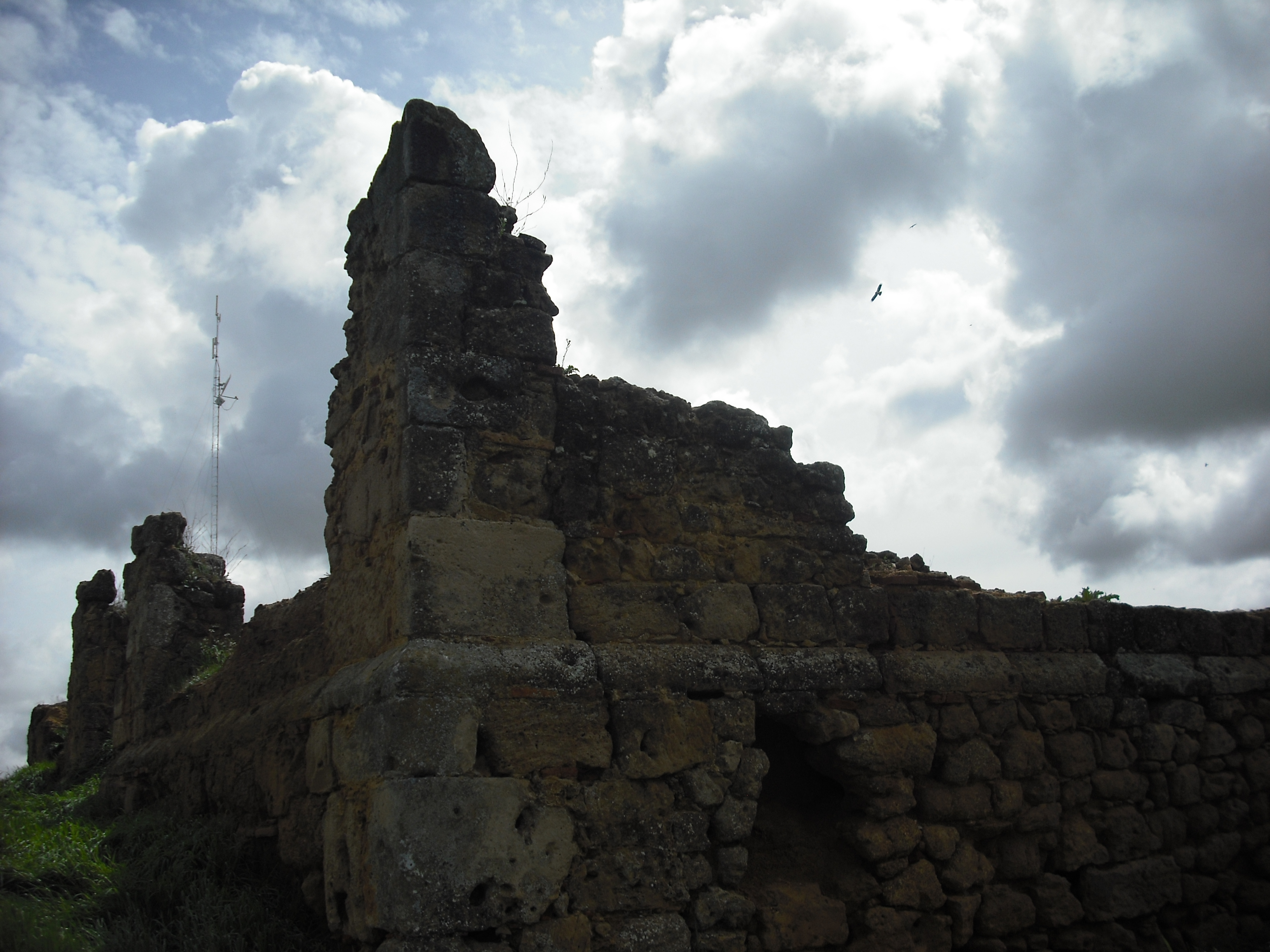
Ruine der Johanniskirche
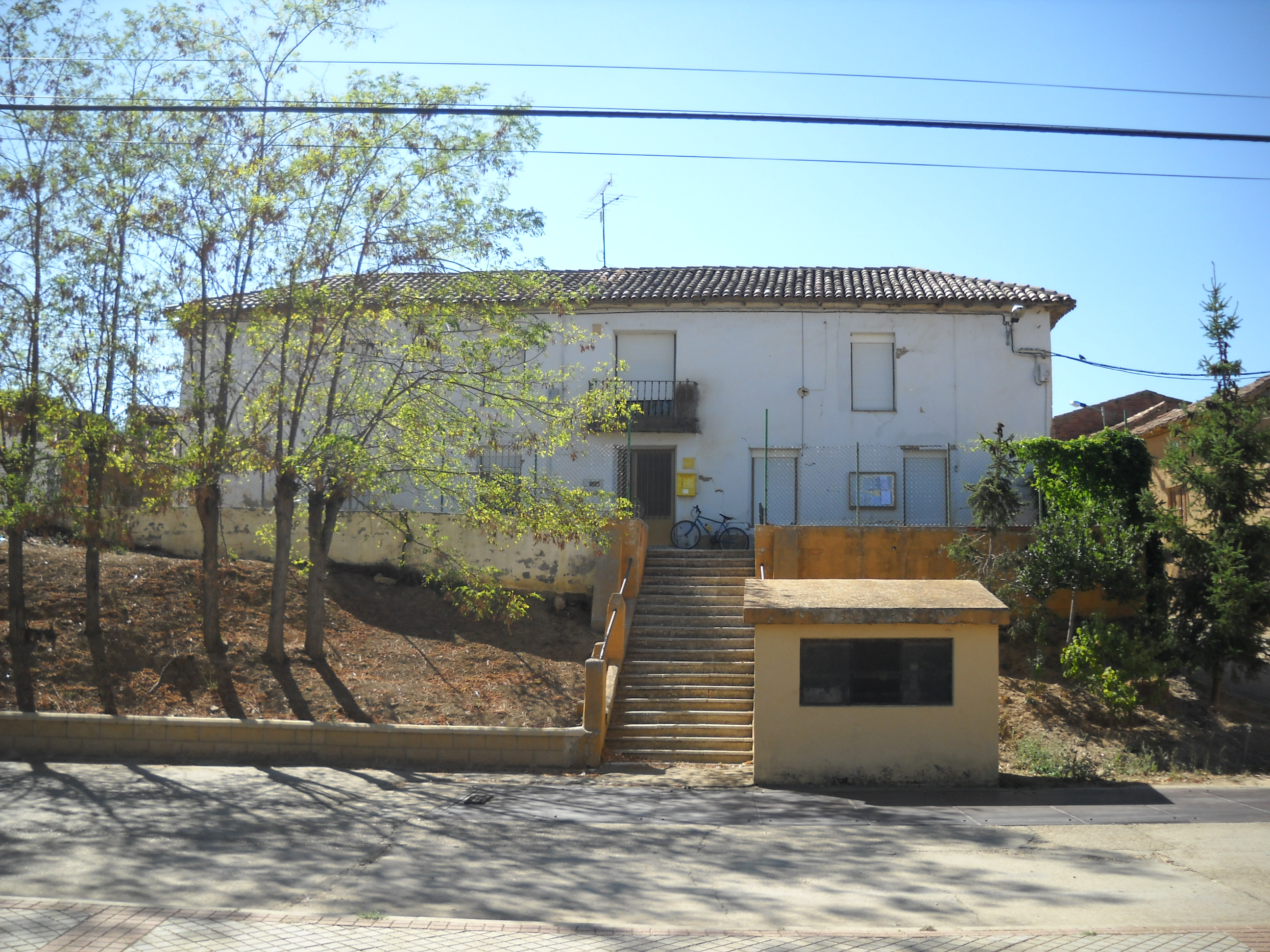
Rathaus